# Système électoral de la Nouvelle-Zélande
Le système électoral de la Nouvelle-Zélande régit la manière dont sont élus les députés à la Chambre des représentants de Nouvelle-Zélande.  Il s'agit d'un système de représentation proportionnelle mixte.  Il a été adopté lors de la réforme du système électoral en 1993, remplaçant ainsi l'ancien système de vote uninominal à un tour qui était en vigueur auparavant.

## Durée maximale de la législature
La durée maximale de chaque législature est fixée à trois ans à compter du début de sa première session.  En pratique, cela signifie qu'une élection générale doit se tenir, au plus tard, environ trois ans et deux mois après l'élection générale précédente.  Par exemple, puisqu'une élection générale avait eu lieu le 27 juillet 2002 et que la législature qui en était issue avait commencé à siéger en septembre de la même année, il en découlait que l'élection générale suivante devait avoir lieu au plus tard le 24 septembre 2005.

## Représentation proportionnelle mixte

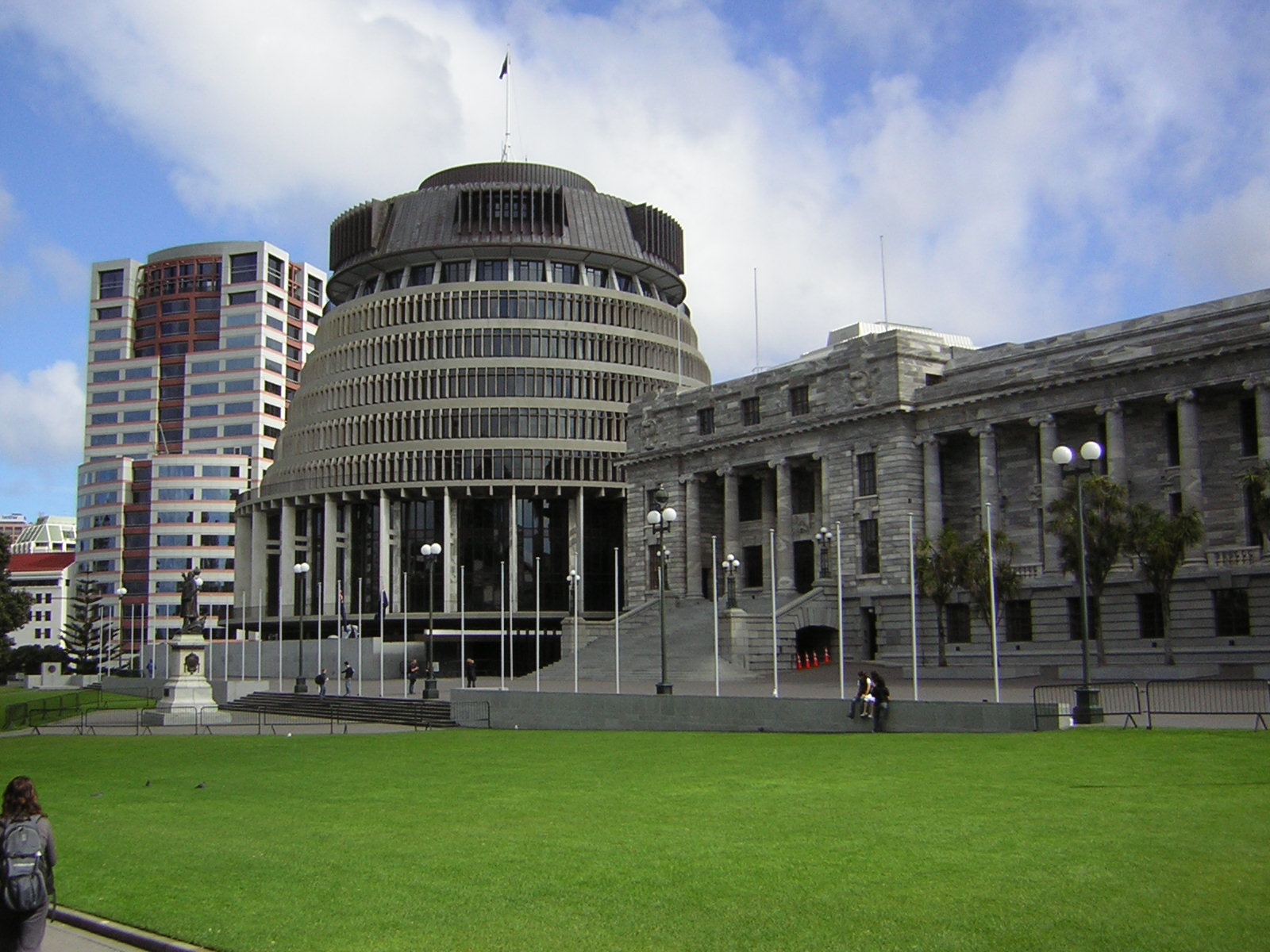
Bâtiment de la chambre à Wellington.

Un minimum de 120 sièges sont pourvus pour trois ans selon un mode de scrutin mixte à finalité proportionnelle. Soixante et onze députés sont ainsi élus au scrutin uninominal majoritaire à un tour dans autant de circonscriptions électorales tandis que les quarante neuf restants sont élus au scrutin proportionnel plurinominal dans une unique circonscription nationale avec listes bloquées. Les sièges sont répartis selon la méthode de Sainte-Laguë dans tous les partis ayant franchi le seuil électoral de 5 % ou obtenu au moins un siège au scrutin majoritaire. Chaque électeur dispose ainsi de deux voix : une pour élire un député dans sa circonscription, et une pour une liste de candidats soumise par un parti politique au niveau national. Ces deuxièmes voix ont pour but de rééquilibrer les résultats des circonscriptions majoritaires de manière que la proportion finale de députés de chaque parti corresponde à la proportion des votes qui a été accordée à ce parti par l'électorat, reproduisant sur le plan national le rapport de forces obtenu par les partis ayant dépassé le seuil électoral. Ce système est donc, dans son principe général, semblable au mode proportionnel mixte de plusieurs autres pays, par exemple au système électoral allemand.
Concrètement, lors d'une élection générale, un électeur néo-zélandais est appelé à inscrire deux votes distincts : d'une part un vote de circonscription et d'autre part un vote de parti.  Pour le vote de circonscription, l'électeur inscrit un vote en faveur d'un des candidats qui se présentent dans sa circonscription électorale ; le candidat qui reçoit le plus de votes dans la circonscription est élu, selon le mode uninominal à un tour.  Pour le vote de parti, l'électeur inscrit un vote en faveur d'un des partis politiques du pays, lesquels ont préalablement déterminé leur liste de candidats ; l'ensemble des votes de parti exprimés par l'électorat détermine la proportion de députés dont disposera chaque parti à la législature.  Étant donné que l'électeur dispose de deux votes distincts, il peut inscrire son vote de parti en faveur d'un parti autre que celui auquel est affilié le candidat de circonscription pour lequel il vote.  Cela permet à l'électeur d'exprimer indépendamment sa préférence pour un candidat local et sa préférence pour un parti au niveau du pays.  Ainsi, lors de l'élection de 2005, environ 20 % des députés de circonscription élus appartenaient à un parti autre que le parti ayant recueilli le plus grand nombre de votes de parti dans cette même circonscription.
Seuls les partis politiques qui ont reçu au moins 5 % des votes de parti exprimés par l'ensemble de l'électorat ou ayant réussi à faire élire au moins un député de circonscription peuvent se partager les sièges de députés de listes. Lors de l'élection de 2005, trois partis politiques ayant recueilli moins de 5 % des votes de parti ont pu avoir droit à des députés de listes parce qu'ils avaient réussi à faire élire au moins un candidat de circonscription.
Le nombre exact de sièges auquel chaque parti politique a droit à la législature est déterminé par l'application de la méthode de calcul appelée méthode de Sainte-Laguë.  Si un ou plusieurs députés de circonscription indépendants ont été élus, le nombre de sièges servant de base de calcul est réduit en conséquence.  La différence entre le nombre total de sièges auquel un parti a droit et le nombre de députés de circonscription qu'il a fait élire détermine le nombre de députés de liste qu'il obtient.  En raison de ce système, il est possible qu'un parti remporte un nombre de circonscriptions supérieur à la proportion de voix qu'il devrait obtenir au scrutin de liste. Dans un tel cas, le nombre de sièges obtenus par ce parti dépasse le nombre de sièges qui lui seraient normalement alloués à la proportionnelle. Ce cas de figure engendre la création de « sièges excédentaires » (overhang seats), portant le nombre de sièges au Parlement au-delà de cent-vingt. Les autres partis se voient en effet attribués des sièges complémentaires afin qu'ils conservent un total proportionnel à leur secondes voix.

## Circonscriptions électorales
Une particularité du système électoral néo-zélandais est qu'un certain nombre de circonscriptions électorales sont réservées aux électeurs de descendance māori.  L'ensemble du territoire de la Nouvelle-Zélande est découpé selon deux cartes électorales superposées.  D'une part il est découpé en circonscriptions électorales générales.  D'autre part, l'ensemble du territoire est aussi découpé en circonscriptions électorales, beaucoup plus vastes, réservées aux Māoris.  Les électeurs de descendance māori peuvent choisir de s'inscrire sur la liste électorale des circonscriptions générales ou sur la liste électorale des circonscriptions réservées aux Māoris.
Le nombre de circonscriptions électorales se détermine comme suit. L'Île du Sud (l'une des deux îles principales formant la Nouvelle-Zélande), dispose d'un nombre fixe de 16 circonscriptions. Le nombre de circonscriptions de l'Île du Nord ainsi que le nombre de circonscriptions réservées aux Maoris sont alors ajustés de manière que chaque circonscription comprenne un nombre d'électeurs à peu près équivalent, qui ne doit pas varier de plus de 5 % par rapport à la moyenne.
Le nombre de circonscriptions électorales est recalculé et leurs limites sont redessinées, en fonction des critères ci-dessus, après chaque recensement quinquennal. À la suite du recensement de 2001, il y avait 62 circonscriptions générales et 7 circonscriptions réservées aux Māoris, pour un total de 69 circonscriptions.  Cela laissait donc 51 sièges disponibles pour les députés de listes, pour arriver au total prévu de 120 sièges de députés à la législature.  Un recensement a eu lieu le 7 mars 2006, à la suite duquel la nouvelle carte électorale a été publiée le 25 septembre 2007.  Celle-ci crée une circonscription supplémentaire sur l'Île du Nord.  À la prochaine élection générale, prévue pour l'année 2008, il y aura donc 63 circonscriptions électorales générales et 7 circonscriptions māori, pour un total de 70 circonscriptions électorales, et 50 sièges de députés de listes, pour un grand total de 120 sièges de députés à la Chambre des représentants.

## Condition du droit de vote
Pour pouvoir obtenir le droit de vote en Nouvelle-Zélande il faut être âgé de 18 ans au jour des élections, avoir la nationalité néo-zélandaise ou résider en permanence et légalement sur le territoire national depuis au moins 1 an, sans interruption l'année des élections.
Le droit de vote est cependant retiré si l'électeur a une maladie mentale, a été condamné à une peine de prison d'au moins trois ans ou pour fraude électorale au cours des trois années précédant le scrutin.